# 箕輪豊
箕輪 豊（みのわ ゆたか、1965年 - ）は、日本のアニメーター、作画監督。スタジオたくらんけ出身。

## 参加作品

### テレビアニメ
- めぞん一刻 （1986年）（原画 - 86話）
- 北斗の拳2 （1987年）（原画 - 23話）
- F （1988年）（原画 - 28話）
- らんま1/2 （1989年）（原画 - 6話、12話、17話）
- 機動警察パトレイバー （1989年）（原画 - 4話、7話、11話、13話、19話）
- 天空のエスカフローネ （1996年）（原画 - 3話、6話、13話）
- 星方武侠アウトロースター （1998年）（デザイン協力）
- 星方天使エンジェルリンクス （1999年）（デザイン協力）
- DEATH NOTE （2006年-2007年）（作画監督・原画 - オープニング）
- Devil May Cry （2007年）（悪魔デザイン）
- 魍魎の匣 （2008年）（原画 - 10話）
- キャシャーン Sins （2008年-2009年）（原画 - 19話）
- こばと。 （2009年）（原画 - 22話）
- 青い文学シリーズ （2009年）（プロップデザイン 『走れメロス』）
- X-MEN （2011年）（原画 - オープニング、1話、5話）
- ブレイド （2011年）（プロップデザイン・原画 - 12話）
- マケン姫っ! （2011年）（原画 - オープニング）
- LUPIN the Third -峰不二子という女- （2012年）（原画 - 1話）
- キリングバイツ （2018年）（作画監督 - 11話）

### 劇場アニメ
- ファイブスター物語 （1989年）（作画監督補）
- 獣兵衛忍風帖 （1993年）（キャラクターデザイン・作画監督）
- MEMORIES EPISODE 2 STINK BOMB 最臭兵器 （1995年）（作画監督補・原画）
- X -エックス- （1996年）（作画監督補）
- 劇場版カードキャプターさくら 封印されたカード （2000年） （原画）
- VAMPIRE HUNTER D （2001年）（キャラクターデザイン・作画監督）[1]
- メトロポリス （2001年）（原画）
- HIGHLANDER ハイランダー 〜ディレクターズカット版〜 （2008年）（プロダクションデザイン・作画監督補・原画）
- REDLINE （2010年）（原画）
- チベット犬物語 〜金色のドージェ〜 （2012年）（作画監督）
- LUPIN THE IIIRD 次元大介の墓標（2014年）（原画、プロップデザイン・キャラクターデザイン協力）

### OVA
- アップルシード （1988年）（原画）
- クレオパトラD.C. （1989年）（原画 - 1話）
- 魔龍戦紀（原画 - 2話）
- SOL BIANCA （1990年）（原画）
- ロードス島戦記 （1990年-1991年）（サブキャラクターデザイン・作画監督、13話）
- 銃夢 （1993年）（作画監督補佐 - 1話、2話）
- THE COCKPIT vol.1 成層圏気流 （1994年）（原画 - 1話）
- 幽幻怪社 （1994年-1995年）（原画 - 1話）
- バイオ・ハンター （1995年）（原画）
- 沈黙の艦隊 （1995年-1998年）（作画監督（共同）、1話）
- 超神姫ダンガイザー3 （1999年-2001年）（原画 - 3話）
- THE ANIMATRIX （2003年）（キャラクターデザイン・作画監督・原画 『プログラム』）
- アイアンマン：ライズ・オブ・テクノヴォア （2013年）（デザインワークス・作画監督協力・原画）

### Webアニメ
- 無限の住人-IMMORTAL-（2019年）（作画監督）

### ゲーム
- 天使の詩II 堕天使の選択 （1993年）（アニメーションパート原画）
- ディ・サード （1997年）（キャラクターデザイン）
- スティール・ファング （2004年）（キャラクターデザイン）

### その他
- サムライスピリッツ鬼 （2011年）（キャラクターデザイン）
- フィギュア『アッセンブルボーグ』（デザイン）